# Luis Arcaraz

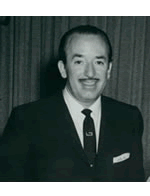
Luis Arcaraz

Luis Arcaraz Torras (Mexico-Stad, 5 december 1910 - aldaar, 15 december 1963) was een Mexicaanse bigband-leider en componist. Zijn orkest bracht Amerikaanse en Mexicaanse popsuccessen en was enorm populair, zowel in Latijns-Amerika als de Verenigde Staten. Daarnaast componeerde hij muziek voor Mexicaanse films.
Arcaráz wilde aanvankelijk stierenvechter worden, maar zijn ouders overtuigden hem ervan verder te gaan in zijn andere passie, muziek. Hij studeerde onder meer muziek in Spanje en toen hij weer in Mexico was, kreeg hij een baantje bij een radiostation, waar hij voor 38 cent per uur piano speelde en zong. Hij vestigde zo zijn naam en toen hij in 1928 met een orkest kwam, was dat meteen een succes. Zijn orkest bracht geen muziek met Latin-ritmes, maar pophits uit Amerika en Mexico en werd in de jaren veertig en vijftig de populairste band in zijn vaderland. Ook in het zuidwesten van de Verenigde Staten had hij in die tijd veel fans. Hoewel hij met zijn orkest veel covers speelde, componeerde hij ook zelf. Hij schreef meer dan 200 songs, waaronder veel composities voor Mexicaanse films. In 1960 verhuisde hij naar Monterrey (Mexico), waar hij een populaire nachtclub begon. Arcaráz kwam om het leven bij een auto-ongeluk

## Discografie (selectie)
- Latin Airs, RCA Victor
- Sweet and Swing, RCA Victor
- Lo Mejor de lo Mejor (compilatie), RCA Victor
- Whispering, RCA Victor

- Biblioteca Nacional de España: XX1570012
- Bibliothèque nationale de France: cb148421689 (data)
- Gemeinsame Normdatei: 1216820767
- International Standard Name Identifier: 0000 0000 5939 3321
- Library of Congress Control Number: no93035162
- MusicBrainz: 8a00d1b0-71fc-40cc-80b7-b78dfde948e7
- Virtual International Authority File: 69197623
- WorldCat: E39PBJdx6mK6P4wgqhCD8VMdcP